# Формула 1 — сезона 1997
48. сезона Формуле 1 је одржана 1997. године од 9. марта до 26. октобра. Вожено је 17 трка. Наслов првака су однели Жак Вилнев и његов тим Вилијамс-Рено. Сезона је позната и по дисквалификовању Михаела Шумахера из трке за возачки наслов првака јер је на задњој трци сезоне покушао изгурати Жака Вилнева са стазе и тиме осигурати наслов првака. То му међутим није успело, те је Вилнев у задњој трци освојио наслов, а Шумахер кажњен због изазивања удеса који се могао избећи.